# Kapra
Kāpra är en ort i Indien.   Den ligger i distriktet Rangareddi och delstaten Telangana, i den centrala delen av landet, 1 200 km söder om huvudstaden New Delhi. Kāpra ligger 546 meter över havet och antalet invånare är 159 176.
Terrängen runt Kāpra är platt. Runt Kāpra är det tätbefolkat, med 849 invånare per kvadratkilometer. Närmaste större samhälle är Hyderabad, 16,3 km sydväst om Kāpra. Trakten runt Kāpra består till största delen av jordbruksmark.